# Río Yaqui
El río Yaqui es un río del noroeste de México, en el estado de Sonora, que cruza de norte a sur.
El río Yaqui nace nominalmente de la confluencia de los ríos Bavispe y Papigochi, en las estribaciones de la Sierra Madre Occidental, y desemboca en el Golfo de California  cerca del poblado de San Ignacio Río Muerto, en el Valle del Yaqui. Tiene una longitud de 410 km, aunque si se considera con una de sus fuentes, el sistema Yaqui-Papigochi alcanza una longitud de 1050 km (el Papigochi(c) cambia varias veces de nombre: Papigochi → Sirupa → Huapoca → Aros → Yoqui).
Su curso se encuentra interrumpido por varias presas hidroeléctricas, que crean importantes embalses como los de la presa El Novillo (Plutarco Elías Calles), la presa Lázaro Cárdenas (Angostura) y la presa Álvaro Obregón (El Oviáchic). Además de con fines hidroeléctricos, proporcionan agua para la irrigación de la zona agrícola del Valle del Yaqui (Ciudad Obregón) y Vicam.